# Alexandru Mandy
Alexandru Mandy (născut Armand Abram Penchas),  (n. 9 august 1914, Craiova – d. 10 octombrie 2005, București), a fost un compozitor român evreu din România.

## Studii
Între 1935 și 1940 a urmat Facultatea de Farmacie din București. Ca toți evreii din acel timp, a purtat steaua galbenă, a fost concentrat la muncă, a fost deportat în Transnistria. Între 1950 și 1952 a fost director de studii la Institutul de Teatru și Film "I.L.Caragiale" din București.

## Alte interese
Apoi, activitatea sa profesională s-a desfășurat în lumea culorilor, la Combinatul Fondului Plastic. Și-a început activitatea componistică cu revista în două acte Pour vous Madame, pe un libret de Alexandru Assan (Sandu Sanft). Premiera a avut loc la Craiova, în octombrie 1940. A recidivat, în aceeași colaborare, cu revista Lumina 1946 și Lumina '47. Debutează în muzica ușoară în 1956 cu Noapte albă, pe versuri de Eugen Mirea și interpretată de Gigi Marga.

## Compozitorul Alexandru Mandy
Adevărata lansare în creație are loc zece ani mai târziu, cu Cântecul vântului. A scris versuri pe muzica altora, dar în majoritatea cântecelor sale a fost creatorul total. L-au cântat Mihaela Mihai și Sergiu Cioiu precum și Margareta Pâslaru, Cornel Constantiniu, Doina Spătaru, Liana Lungu, Luminița Dobrescu, Mirabela Dauer, Corina Chiriac.
Legătura dintre Alexandru Mandy și Constantin Brâncuși este profundă. La vârsta de 20 de ani, frecventând cenaclul Elenei Farago din Craiova, ia contact cu creația geniului născut la Hobița. Mentori i-au fost profesorii Nicolescu Plopșor și Vasile Paleolog. Cu modestia care îl caracterizează, ascunde faptul că și datorită intervenției sale, în deceniul al șaselea al secolului 20, "Coloana recunoștinței fără sfârșit", cunoscută mai ales sub numele de Coloana Infinitului, nu a fost demolată cu tractorul. Alături de Coloană, "Masa tăcerii", "Poarta sărutului" și ulterior "Măiastra" au fost eternizate și în cântecele sale.
Conectarea compozitorului cu pământul natal este mult mai profundă. Astfel, în 1966 apare "Glasul tău", un omagiu adus Mariei Tănase. De asemenea, "Cântec pentru bradul meu", "Sorcova", "Tudore", "Un grai, o vatră, un isvor" sunt doar câteva repere ale spiritualității sale românești.

## Creații recente
În 1996 Editura Hasefer a scos culegerea "Cântece ale unor compozitori evrei din România". Numele său apare în dreptul a cinci piese. La primele două ("Urare de purim" și "Cântec pentru mama" a scris versurile pe muzica lui Mișu Iancu. La următoarele trei este, ca de obicei, autor total: "E purim, hagsameah", "Decalog" și "Ierusalim". "Ierusalim" a fost creat ca un omagiu adus celor 11 sportivi israelieni omorâți la Olimpiada de la München. El a fost lansat și premiat la Ierusalim. Nenumărate distincții au onorat creația lui Alexandru Mandy.
Încă din 1966, la Festivalul de la Mamaia, primește Premiul Litoralului pentru "Cântecul vântului" și mențiune pentru "Glasul tău". La o altă ediție, primește mențiune pentru "Primul loc de pe pământ". Tot aici va primi în anul 2000 Premiul de excelență, iar un an mai târziu, tot Premiul de excelență i-a fost acordat de Ministerul Culturii și Cultelor.
"Coloana fără sfârșit" și "Sub un petec de cer" - Mihaela Mihai au fost onorate cu premiul Uniunii Compozitorilor. Pentru întreaga sa activitate a fost distins de revista "Actualitatea muzicală", precum și de către Federația Comunităților Evreiești din România, care i-a acordat diploma de excelență "Iosif Sava". De asemenea, a fost unul dintre laureații primei "Gale a muzicii ușoare românești". Cu această ocazie, Mihaela Mihai a interpretat, în premieră românească, cântecul "Ierusalim".
Printre soliștii cărora le-a încredințat melodii amintim: Cornel Constantiniu - „N-ați văzut o fată?“, Sergiu Cioiu - „Venise vremea“, Doina Spătaru - „Poarta sărutului“, Margareta Pâslaru - „Da“, „Cine doarme“, „Glonte blestemat“, „Ia-mi liniștea“, Mihaela Runceanu - „O simplă întâmplare“, „Poate“, Dorin Anastasiu - „Merçi, Becaud“, Doina Badea - „N-am știut“.

## Decesul
Compozitorul Alexandru Mandy a încetat din viață la Căminul de bătrâni din strada Jimbolia, Bucuresti. A fost înmormântat la Cimitirul Evreiesc Sefard din București (lângă cimitirul Bellu), unde serviciul divin a fost oficiat de prim cantorul Iosif Adler și de oficiantul Marin Baraf.